# Solomon Hykes
Solomon Hykes, né à New York en 1983, est un créateur d'entreprises franco-américain, vivant  dans la Silicon Valley. Il a initié et popularisé le concept de conteneurs en informatique via la création de Docker. 

## Biographie
Solomon Hykes est né à New York d'une mère franco-canadienne et d'un père américain. Sa famille vient s'installer en France, alors qu'il a quatre ans. Passionné d'informatique dès son plus jeune âge, il intègre l'école Epitech en 2001. En 2006, il commence sa carrière comme salarié dans une entreprise de sécurité informatique. En 2008, il crée, avec un autre ancien élève d’Epitech, Sébastien Pahl,  une  SARL à Montrouge, nommée dotCloud. La création de cette activité s’inscrit dans l’émergence du concept de Cloud Computing, et la société se positionne initialement comme  un des fournisseurs de PaaS.
En 2010, la société dotCloud postule au Y Combinator, un incubateur d'entreprises spécialisé dans les projets novateurs sur les technologies de l'information et de la communication. Solomon Hykes met en avant un concept, Docker, transposant à l’industrie du logiciel l’idée du conteneur qui a révolutionné l’industrie du transport. Le concept est issu d’une recherche d’efficacité dans le développement de logiciels et dans leur déploiement, indépendamment des contextes d'exécution. Leur dossier est retenu. En échange de moins de 10 % du capital de leur entreprise, dotCloud reçoit 20 000 dollars pour concrétiser l’idée et constituer un socle logiciel, à partir de la base technologique mise au point à Montrouge. Une petite équipe est mise en place à Mountain View, pour développer ce socle logiciel. Pour prouver l’intérêt du produit, ils proposent leurs technologies aux autres start-up participant au même programme Y Combinator. Elles ont toutes besoin d’implanter rapidement leurs applications sur des infrastructures et de les faire évoluer rapidement. Trois mois plus tard, l’équipe planche lors du Demo Day rituel, disposant de trois minutes pour convaincre les centaines d'investisseurs présents. Un des arguments choc utilisés est : « Regardez, vos futures start-up nous ont confié la stabilité de leurs applications ! ». Ils obtiennent de ces investisseurs une première levée de fonds de 800 000 dollars auprès d'une dizaine de Business Angels, dont Jerry Yang et Ron Conway (connu pour avoir été un des premiers investisseurs dans Google, Ask Jeeves et PayPal). 
En janvier 2011, dotCloud s'implante dans la Silicon Valley. Début 2013,  Solomon Hykes ouvre les sources de sa technologie de container à la communauté open source, créant un engouement important. En septembre 2013, Red Hat, entreprise ayant un rôle historique dans le développement de l'open source, annonce l'utilisation de ce socle logiciel dans sa plate-forme PaaS, OpenShift. 
Solomon Hykes décide de fonder une nouvelle société pour porter le projet, qu'il appelle du nom de ce socle logiciel, Docker Inc. Il cède sa place de CEO à une personnalité de la Silicon Valley, Ben Golub, pour devenir le Directeur Technique de sa nouvelle société, et se consacrer pleinement à l'évolution de cette offre,. En octobre 2014, c'est Microsoft  qui annonce à son tour l'intégration des produits Docker dans la version de Windows Server prévue pour 2016. Cette même année 2014, Google, Amazon en novembre puis IBM en décembre se lancent dans un partenariat stratégique avec la société de Solomon Hykes. Les levées de fonds se succèdent,  soutenues par Goldman Sachs ou la banque privée Northern Trust, pour accompagner la croissance de l'activité selon une estimation évaluée à 160 millions. Depuis, la solution a été intégrée aux clouds de Google, Amazon, Microsoft ou IBM.   
L'histoire de Solomon Hykes, venu aux États-Unis pour y trouver les fonds nécessaires à ses projets, serait une des raisons du voyage du président François Hollande dans la Silicon Valley, en février 2014.
Le 28 mars 2018, Solomon Hykes annonce officiellement qu'il quitte son poste de CTO mais se maintient au conseil d'administration de l'entreprise valorisée 1,3 milliard de dollars.
Le 30 mars 2022, Solomon Hykes annonce la béta publique de son nouveau projet Dagger.

### Articles de journaux
Classement par date de parution.
- Julien Dupont-Calbo, « Solomon Hykes: un Frenchy au "Y Combinator" », Le Monde,‎ 8 avril 2013 (lire en ligne).
- (en) Antoine Crochet- Damais, « The Man Who Would Build a Computer the Size of the Entire Internet », Wired,‎ 9 septembre 2013 (lire en ligne).
- Richard Seroter (trad. Julien Vey), « Bienvenue Docker, Inc : dotCloud s'investit entièrement sur la technologie des conteneurs », InfoQ,‎ 4 novembre 2013 (lire en ligne).
- (en) Sarah Mishkin et Hugh Carnegy, « François Hollande targets Silicon Valley ‘brain drain’ », CNBC,‎ 12 février 2014 (lire en ligne).
- Antoine Crochet-Damais, « Solomon Hykes (Docker) : ce Français qui pourrait révolutionner l'informatique mondiale », Journal du Net,‎ 13 janvier 2015 (lire en ligne).
- Hugo Sedouramane, « Solomon Hykes, le Français qui libéralise le marché du cloud », L’Opinion,‎ 15 avril 2015 (lire en ligne).
- (en) Alex Konrad, « Meet Docker's Solomon Hykes, The Godfather Of Software's Container Craze », Forbes,‎ 1er juillet 2015 (lire en ligne).